# Will Point
Der Will Point ist eine Landspitze an der Nordküste Südgeorgiens. Sie liegt 6 km westlich des Kap Charlotte am Kopfende der Royal Bay.  
Eine deutsche Forschergruppe um den Astronomen Carl Schrader kartierte sie im Zuge des Ersten Internationalen Polarjahres (1882–1883). Der South Georgia Survey nahm im Zuge seiner von 1951 bis 1957 durchgeführten Vermessungskampagne eine neuerliche Kartierung vor. Das UK Antarctic Place-Names Committee benannte sie 1958 nach dem deutschen Botaniker Hermann Will (1852/53–1930), der an der deutschen Expedition zwischen 1882 und 1883 beteiligt war.